# Nedersta
Nedersta är ett bebyggelseområde mellan Västerhaninge och Tungelsta i Haninge kommun. 
Namnet Nedersta är en modern variant av den äldre benämningen Nödesta (känt på 1300-talet som Nydiastum) som var namnet på en by som förr låg kring och strax norr om nuvarande Nedersta gård. Namnet Nödesta lever kvar som traktnamn i området. 
Nedersta hade en station på Nynäsbanan fram till 1980 då den flyttades 600 meter söderut för att komma närmare villasamhället Krigslida.